# Omar Karami

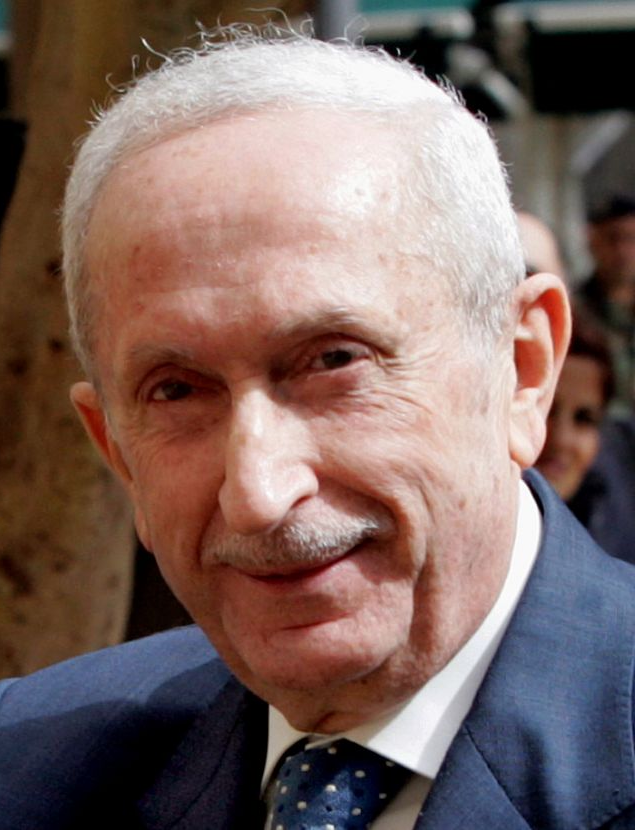
Omar Karami

Omar Abdul Hamid Karami (französisch Omar Karamé, arabisch عمر كرامي, DMG ʿUmar Karāmī; * 7. September 1934 in an-Nuri; † 1. Januar 2015 in Beirut) war ein libanesischer Politiker und zweimaliger libanesischer Ministerpräsident. Karami galt als prosyrisch.

## Leben
Karami wurde in der nordlibanesischen Ort an-Nuri in der Nähe von Tripoli geboren. Er war der Sohn des libanesischen Politikers Abdul Hamid Karami und der jüngere Bruder des achtmaligen Premierministers Raschid Karami, der 1987 einem Attentat zum Opfer fiel. Omar war Rechtsanwalt, bis er nach der Ermordung seines Bruders in die Politik eintrat.
Zum ersten Mal übernahm Omar Karami das Amt des Ministerpräsident am 24. Dezember 1990, als Selim al-Hoss die Macht abgab. Als Parlamentsmitglied (seit 1991) repräsentierte er Tripoli. Sein Eintreten für eine enge Verbindungen mit dem benachbarten Syrien wurde seitens nationalistischer Libanesen kritisiert. Vor allem die überwiegend anti-syrisch eingestellten Maroniten warfen ihm eine Unterwerfung der libanesischen Souveränität unter die syrische Hegemonie vor. Am 13. Mai 1992 musste er nach Massenprotesten wegen des Kollapses der libanesischen Währung zurücktreten.
Am 21. Oktober 2004 wurde Karami erneut Ministerpräsident. Zwei Wochen nach dem Attentat auf Rafiq al-Hariri, der am 14. Februar 2005 bei einem Sprengstoffanschlag in Beirut ums Leben kam, musste auf Druck öffentlicher Proteste zurücktreten. Die Opposition machte Syrien für den Terroranschlag verantwortlich und verlangten, dass das Nachbarland seine Truppen und das Geheimdienstpersonal aus dem Libanon abzieht, was das pro-syrische Kabinett Karamis ablehnte. Mehrere Oppositionsführer beschuldigten Karamis Regierung, in den Anschlag auf Hariri verwickelt zu sein. Trotz eines Versammlungsverbotes weiteten sich die Proteste in Beirut aus, und die Opposition kündigte an, ein Misstrauensvotum zu stellen. Angesichts des wachsenden Drucks erklärte Karami am 28. Februar 2005, dass seine Regierung zurücktreten werde, blieb aber geschäftsführend im Amt.
Zehn Tage nach seinem Rücktritt, weitaus größeren pro-syrischen Protesten folgend, bestimmte Präsident Émile Lahoud Karami am 10. März erneut zum Ministerpräsidenten und beauftragte ihn mit der Regierungsbildung. Mit der Unterstützung der Mehrheit des Parlamentes rief Karami alle Parteien auf, in einer Regierung der nationalen Einheit mitzuarbeiten. Am 13. April 2005, nachdem die Bildung einer neuen Regierung fehlgeschlagen war, trat Karami endgültig zurück.